# Acianthera fumioi
Acianthera fumioi är en orkidéart som först beskrevs av Tamotsu Hashimoto, och fick sitt nu gällande namn av Carlyle August Luer. Acianthera fumioi ingår i släktet Acianthera och familjen orkidéer.
Artens utbredningsområde är Bolivia. Inga underarter finns listade i Catalogue of Life.